# Futák-nőszőfű
A Futák-nőszőfű (Epipactis futakii) a kosborfélék családjába tartozó, Magyarországon védett növényfaj. Nem általános elfogadott taxon, egyes szerzők önálló fajként, mások a csőrös nőszőfű alfajaként (Epipactis leptochila subsp. futakii) tartják számon.

## Megjelenése
A Futák-nőszőfű 23-35 cm (ritkán 62 cm) magas, lágyszárú, évelő növény. Szárának alsó része ibolyásan futtatott. A száron 3-5 lándzsásak vagy tojásdad-lándzsás lomblevél található, amelyek 3,8-7 cm hosszúak és 1,5-3,5 cm szélesek.  
Júliusban virít. A virágzatot nagyjából egy irányba néző, laza fürtbe rendeződő 7-17 bókoló virág alkotja, amelyek a hosszú (2-8,1 cm), lecsüngő vagy vízszintesen álló murvalevelek hónaljából nőnek ki. A virágok a nemzetségben egyedülálló módon teljesen kleisztogámok (nem kinyílóan önbeporzók). A lepellevelek (szirmok) kétszínűek, a tövüknél barnásibolyásak, a csúcsuk világoszöld. A külső lepellevelek hossza 8,5-11,2 mm, szélessége 3,2-4,3 mm; a belsők 7-9,5 mm hosszúak és 2-8-4,2 mm szélesek. A mézajak csúcsa (epichil) háromszögletű, kihegyezett végű; színe zöldes, tövén fehéres púpokkal. A mézajak középső része (mezochil) elkeskenyedő.  
Termése 8,5-10 mm hosszú, 5,5-6,5 mm széles toktermés.

## Elterjedése
Csak Szlovákiában és Magyarországon honos. A szlovákiai Sztrázsó-hegységből írták le, de megtalálták a Kis-Kárpátokban, az Inóc-hegységben, a Fehér-Kárpátokban, a Rőcei-hegységben és az Osztrovszki-hegységben. Magyarországon két helyről ismert, a Pilisben Pilisszentkereszt mellett, a Mátrában Gyöngyöstarjánnál találták meg állományait.

## Életmódja
Bükkösökben, Gyertyános–tölgyesekben lehet találkozni vele. A semleges vagy enyhén savanyú talajt kedveli, élőhelyein a talaj pH-ját 5,9-7,1 közöttinek mérték. Magyarországon a szubmontán-montán övezetben 350-650 méteres magasságban él. 
Életciklusa kevéssé ismert. Júliusban virágzik. Önmegporzó, a virágok többsége megtermékenyül. A magok szeptemberre érnek be.

## Természetvédelmi helyzete
A Futák-nőszőfű Szlovákiában veszélyeztetett faj, elsősorban az erdészeti tevékenység jelent számára fenyegetést. Magyarországi két állománya összesen kb. 200 példányt számlál. 2012 óta védett, természetvédelmi értéke 50 000 Ft.